# Суидиш Хаус Мафия
Суидиш Хаус Мафия (на английски: Swedish House Mafia, SHM) е шведска музикална група, занимаваща се с електронна музика. Членовете ѝ са Аксуел, Стив Анджело и Себастиан Ингросо.
Суидиш Хаус Мафия заема десето място в класацията на DJ Magazine Top 100 DJ Poll 2011 и е наричана „лицето на комерсиалната хаус музика“. В DJ Magazine Top 100 Poll 2012 заема дванайсето място.

## Кариера
Групата официално се създава през 2008 година.
На 24 юни 2012 година групата обявява, че настоящото ѝ турне ще е последно.
„Днес искаме да сподели с вас, че това ще бъде нашето последно турне. Искаме да благодарим на всеки един от вас, който ни следваше през кариерата ни. Ние дойдохме, ние бесняхме, ние обичахме (We came, we raved, we loved). Те съобщиха, че последните три дати на концертите от турнето ще бъдат обявени през август. Беше съобщено, че членовете на групата ще се съберат през 2013 година за „реюниън“ турне.
В интервю за списание „Ролинг Стоун“ на въпроса за разпадането на групата, Анджело отговори: „Ние решихме, че сме стигнали до точката, където не знаем какъв ще бъде следващият ни ход“ и че „надминахме нашите мечти“. Анджело заяви, че той ще се фокусира върху своята кариера.
На 24 септември Суидиш Хаус Мафия обявиха датите за своето турне, под наслов „Едно последно турне“.
Турнето започна през ноември 2012 и завърши през месец март 2013 година. Поради голямото търсене бяха добавени допълнителни дати за концерти.
Официално се разпадат с последната си изява в Ултра Мюзик Фестивал през март 2013 година.